# Spoorlijn Hamburg-Altona - Neumünster Süd
De spoorlijn Hamburg-Altona - (later vanaf Eidelstedt) - Kaltenkirchen - Neumünster is een Duitse spoorlijn van de AKN Eisenbahn (AKN) als spoorlijn 9121 en een deel van spoorlijn 1043 tussen Neumünster Süd en Neumünster onder beheer van DB Netze.

## Geschiedenis
Het traject werd door de Altona-Kaltenkirchner Eisenbahn-Gesellschaft (AKE) in fases geopend:
- 8 september 1884: Altona - Kaltenkirchen
- 20 augustus 1898: Kaltenkirchen - Bad Bramstedt
- 1 augustus 1916: Bad Bramstedt - Neumünster

Het traject was oorspronkelijk als smalspoor gedacht maar later toch als normaalspoor aangelegd. Het traject werd toen langs de bestaande landstraße gebouwd.
In de gelijkvloerse kruising met de Verbindungsbahn werd een beweegbare flappen geplaatst.
Door het toenemend personenvervoer tussen Altona en Ellerau werd het nodig een gescheiden spoorbaan aan te leggen. Om het kruisen met de Verbindungsbahn te verminderen werd op 17 december 1912 ten oosten van de Verbindungsbahn het station Kaltenkirchner Straße geopend.
Met het verlengen van de Hamburger S-Bahn langs de spoorlijn Hamburg-Altona - Kiel werd het begin station voor het personenvervoer in 1962 verplaatst van Kaltenkirchener Bahnhof in Altona naar Langenfelde. Het werd het begin station voor het personenvervoer in 1965 verplaatst van Langenfelde naar Eidelstedt. Sinds 2004 rijden in de ochtend spits en tot 13 december 2009 ook in de avond spits enkele treinen via de sporen van de Hamburger S-Bahn door naar en van Hamburg Hbf.

## Treindiensten

### AKN
De AKN Eisenbahn (AKN) verzorgt het personenvervoer op dit traject met RB treinen.

## Trajecten
| lijn | traject                                                                                                 | station en halte |
| ---- | --- | --- |
|      | (Hamburg Hauptbahnhof −) Hamburg-Eidelstedt - Quickborn - Kaltenkirchen - Neumünster (AKN-Stammstrecke) | (Hamburg Hauptbahnhof - Hamburg Dammtor - Sternschanze - Holstenstraße - Diebsteich - Langenfelde - Stellingen −) Eidelstedt - Eidelstedt Zentrum - Hörgensweg - Schnelsen - Burgwedel - Bönningstedt - Hasloh - Quickborn Süd - Quickborn - Ellerau - Tanneneck - Ulzburg Süd - Henstedt-Ulzburg - Kaltenkirchen Süd - Kaltenkirchen - Holstentherme - dodenhof - Nützen - Lentföhrden - Bad Bramstedt Kurhaus - Bad Bramstedt - Wiemersdorf - Großenaspe - Boostedt (- Neumünster Süd - Neumünster, buiten HVV gebied) |
|      | (Kaltenkirchen −) Ulzburg Süd - Norderstedt (Alsternordbahn)                                            | (Kaltenkirchen - Kaltenkirchen Süd - Henstedt-Ulzburg −) Ulzburg Süd - Meeschensee - Haslohfurth - Quickborner Straße - Friedrichsgabe - Moorbekhalle - Norderstedt Mitte |
|      | Elmshorn - Barmstedt - Henstedt-Ulzburg (westelijk deel voormalig EBOE)                                 | Elmshorn - Langenmoor - Sparrieshoop - Bokholt - Voßloch - Barmstedt Brunnenstraße - Barmstedt - Langeln - Alveslohe - Henstedt-Ulzburg - Ulzburg Süd |

## Aansluitingen
In de volgende plaatsen was of is er een aansluiting van de volgende spoorwegmaatschappijen:

### Altona Bahnhof
Het Altona Bahnhof te Altona was gevestigd aan het toenmalig Gählerplatz in het toenmalige douane gebied van de haven.
Sinds 17 december 1912 wordt dit station niet meer bediend en vervangen door Kaltenkirchener Bahnhof.

### Hamburg-Eidelstedt
- Hamburg-Altona - Kiel, spoorlijn tussen Hamburg-Altona en Kiel
- Hamburg-Eidelstedt - Maschen Rbf, spoorlijn tussen Hamburg-Eidelstedt en Maschen Rbf
- S-Bahn Hamburg diverse trajecten

### Henstedt-Ulzburg
- Elmshorn - Bad Oldesloe, spoorlijn tussen Elmshorn en Barmstedt van de AKN

### Neumünster
- Hamburg-Altona - Kiel, spoorlijn tussen Hamburg-Altona en Kiel
- Neumünster- Flensburg, spoorlijn tussen Flensburg en Neumünster
- Neumünster - Bad Oldesloe, spoorlijn tussen Neumünster en Bad Oldesloe
- Neumünster - Heide, spoorlijn tussen Neumünster en Heide van de SHB
- Neumünster - Ascheberg, spoorlijn tussen Neumünster en Ascheberg (opgebroken)